# The Good Son (álbum)
The Good Son es el sexto álbum de estudio del grupo australiano Nick Cave and the Bad Seeds, publicado por la compañía discográfica Mute Records en abril de 1990. El álbum, precedido por el lanzamiento del sencillo «The Ship Song», incluyó una temática más relajada en comparación con Tender Prey, su predecesor, debido en parte a la nueva relación sentimental de Cave con la periodista brasileña Viviane Carneiro y por su rehabilitación. 
Varias canciones están inspiradas en temas tradicionales. «Foi Na Cruz» está basada parcialmente en el himno protestante brasileño del mismo título, mientras que «The Good Son» es reminiscente de la canción tradicional «Another Man Done Gone». Una grabación de esta canción tradicional, de Odetta, fue posteriormenet recopilada en Original Seeds. La letra está inspirada en la novela de Cormac McCarthy Child of God, que hace referencia a una «estrella maligna» y a temáticas comunes de dislocación y rechazo. Por otra parte, «The Witness Song» está basada en la canción tradicional de góspel «Who Will Be a Witness?». 

## Reediciones
El 29 de marzo de 2010, Mute Records reeditó una versión remasterizada de The Good Son en formato CD/DVD junto a Tender Prey.

## Lista de canciones
Todas las canciones escritas y compuestas por Nick Cave excepto donde se anota. 
| N.º | Título             | Escritor(es)                          | Duración |  |
| 1.  | «Foi Na Cruz»      |                                       | 5:39     |  |
| 2.  | «The Good Son»     |                                       | 6:01     |  |
| 3.  | «Sorrow's Child»   |                                       | 4:36     |  |
| 4.  | «The Weeping Song» |                                       | 4:21     |  |
| 5.  | «The Ship Song»    |                                       | 5:14     |  |
| 6.  | «The Hammer Song»  |                                       | 4:16     |  |
| 7.  | «Lament»           |                                       | 4:51     |  |
| 8.  | «The Witness Song» |                                       | 5:57     |  |
| 9.  | «Lucy»             | Nick Cave, Blixa Bargeld, Roland Wolf | 4:17     |  |

## Personal
Nick Cave & The Bad Seeds
- Nick Cave: voz, piano, órgano y armónica
- Mick Harvey: bajo, guitarra acústica, vibráfono, percusión y coros
- Blixa Bargeld: guitarra y coros
- Kid Congo Powers: guitarra
- Thomas Wydler: batería y percusión

Orquesta
- Conducida por Mick Harvey y Bill McGee
- Violines: Alexandre Ramirez, Altamir Tea Bueno Salinas, Helena Akiku Imasoto, Lea Kalil Sadi
- Violas: Akira Terazaki, Glauco Masahiru Imasoto
- Cellos: Braulio Marques Lima, Cristina Manescu